# Hosni Farag
Hosni Farag est un boxeur égyptien né le 14 mai 1944 et mort en février 1984.

## Carrière
Aux Jeux olympiques d'été de 1964 à Tokyo, Hosni Farag est éliminé au premier tour dans la catégorie des poids coqs par le Sud-Coréen Chung Shin-cho.
Il remporte la médaille d'argent dans la catégorie des poids coqs aux Jeux africains de Brazzaville en 1965 puis la médaille de bronze dans cette même catégorie aux championnats d'Afrique de boxe amateur 1966 à Lagos.